# Litoralizacija
Litoralizacija je proces preseljavanja stanovništva na obale zbog prometnih, turističkih, ribarskih i industrijskih funkcija na obalama.
Pod utjecajem industrijalizacije i prometne revolucije obale su postajale sve značajnije. Osiguravale su slobodne površine za gradnju, pristup velikim brodovima i dobre uvjete za naseljavanje stanovništva. Zbog uvezenih sirovina i energenata u lukama na atlantskoj i sredozemnoj obali razvila se velika i snažna industrija koja je privukla radnike i djelatnosti tercijarnog sektora. Tako se povećavaju proizvodne i uslužne funkcije na obalama što se naziva litoralizacija. Tijekom 20. st. taj proces je na obalama Sredozemlja potaknut razvojem turizma.